# Кардиналы-выборщики на Конклаве 1676 года
| Страна                              | Количество выборщиков |
| ----------------------------------- | --------------------- |
| Итальянские государства             | 58                    |
| Франция                             | 4                     |
| Испания и Священная Римская империя | 2                     |
| Англия                              | 1                     |

Следующие кардиналы-выборщики участвовали в Папском Конклаве 1676 года. Список кардиналов-выборщиков приводятся по географическим регионам и в алфавитном порядке.
Папа Климент X скончался 22 июля 1676 года. Его преемником 21 сентября 1676 года был избран кардинал Бенедетто Одескальки, который принял имя Иннокентий XI, на его избрание папой римским Франция наложила вето на конклаве 1669—1670 годов. Когда Папа скончался, Священная Коллегия кардиналов насчитывала шестьдесят семь членов. Двое кардиналов, так и не вошли на конклав, скончались в Риме во время Sede vacante: Вирджинио Орсини, кардинал-епископ Фраскати умер 21 августа и Карло Бонелли умер 27 августа 1676 года. В финальном туре голосования приняли участие шестьдесят три кардинала.
В Священной Коллегии кардиналов присутствовали следующие кардиналы-выборщики, назначенные:
- 7 — папой Урбаном VIII;
- 13 — папой Иннокентием X;
- 20 — папой Александром VII;
- 8 — папой Климентом IX;
- 19 — папой Климентом X.

## Римская Курия
1. Никколо Альбергати-Людовизи, великий пенитенциарий;
2. Франческо Альбицци, кардинал-священник с титулярной церковью Санти-Куаттро-Коронати;
3. Дечио Аццолино младший, кардинал-дьякон с титулярной диаконией Сант-Эустакьо;
4. Никколо Аччайоли, кардинал-дьякон с титулярной диаконией Санти-Козма-э-Дамиано;
5. Федерико Бальдески Колонна, префект Священной Конгрегации Тридентского Собора;
6. Карло Барберини, архипресвитер патриаршей Ватиканской базилики, префект Священной Конгрегации фабрики святого Петра;
7. Франческо Барберини старший, кардинал-епископ Остии и Веллетри, декан Коллегии кардиналов, вице-канцлер Святой Римской Церкви, секретарь Верховной Священной Конгрегации Римской и Вселенской Инквизиции, губернатор Веллетри;
8. Пьетро Басадонна, кардинал-дьякон с титулярной диаконией Санта-Мария-ин-Домника;
9. Буонаккорсо Буонаккорси, апостольский легат в Болонье;
10. Пьетро Видони старший, кардинал-священник с титулярной церковью Сан-Панкрацио-фуори-ле-Мура;
11. Джулио Габриэлли старший, кардинал-епископ Сабины, апостольский легат в Романье;
12. Джироламо Гастальди, кардинал-священник с титулярной церковью Санта-Пуденциана
13. Филипп Томас Говард, O.P., кардинал-священник с титулярной церковью Санта-Чечилия;
14. Джироламо Гримальди-Каваллерони, кардинал-епископ Альбано, архиепископ Экс-ан-Прованса;
15. Карло Карафа делла Спина, камерленго Священной Коллегии кардиналов;
16. Гаспаре Карпенья, апостольский датарий, генеральный викарий Рима, префект Священной Конгрегации по делам епископов и монашествующих, префект Священной Конгрегации церковного иммунитета;
17. Ульдерико Карпенья, кардинал-епископ Порто и Санта Руфина, вице-декан Коллегии кардиналов, про-префект Священной Конгрегации обрядов;
18. Джироламо Касанате, кардинал-дьякон с титулярной диаконией Сан-Чезарео-ин-Палатио;
19. Сигизмондо Киджи, кардинал-дьякон с титулярной диаконией Сан-Джорджо-ин-Велабро;
20. Флавио Киджи старший, библиотекарь Святой Римской Церкви, архипресвитер патриаршей Латеранской базилики, префект Священной Конгрегации границ;
21. Франческо Майдалькини, кардинал-протодьякон;
22. Галеаццо Марескотти, апостольский легат в Ферраре;
23. Камилло Массимо, кардинал-священник с титулярной церковью Сант-Эузебио;
24. Франческо Нерли младший, архиепископ Флоренции, государственный секретарь Святого Престола, префект Священной Конгрегации Священной Консульты;
25. Иоганн Эберхард Нидхард, S.J., кардинал-священник с титулярной церковью Сан-Бартоломео-аль-Изола;
26. Джакомо Филиппо Нини, кардинал-священник с титулярной церковью Санта-Мария-делла-Паче;
27. Бенедетто Одескальки, кардинал-священник с титулярной церковью Сант-Онофрио (был избран папой римским и выбрал имя Иннокентий XI);
28. Луиджи Омодеи старший, кардинал-священник с титулярной церковью Санти-Бонифачо-э-Алессио;
29. Пьетро Вито Оттобони, кардинал-священник с титулярной церковью Сан-Марко;
30. Ладзаро Паллавичино, кардинал-дьякон с титулярной диаконией Санта-Мария-ин-Аквиро;
31. Палуццо Палуцци Альтьери дельи Альбертони, камерленго, префект Священной Конгрегации Индекса, префект Священной Конгрегации Пропаганды Веры, префект Конгрегации вод, апостольский легат в Авиньоне, апостольский легат в Урбино;
32. Карло Пио ди Савойя младший, кардинал-священник с титулярной церковью Сан-Кризогоно;
33. Лоренцо Раджи, кардинал-священник с титулярной церковью Санти-Кирико-э-Джулитта;
34. Джакомо Роспильози, префект Верховного Трибунала Апостольской Сигнатуры справедливости, архипресвитер патриаршей Либерийской базилики;
35. Феличи Роспильози, кардинал-дьякон с титулярной диаконией Сант-Анджело-ин-Пескерия;
36. Паоло Савелли, кардинал-дьякон с титулярной диаконией Сан-Никола-ин-Карчере;
37. Фабрицио Спада, кардинал-священник с титулярной церковью Сан-Каллисто;
38. Чезаре Факкинетти, кардинал-епископ Палестрины, епископ-архиепископ Сполето;
39. Альдерано Чибо, кардинал-священник с титулярной церковью Санта-Прасседе.

## Европа

### Итальянские государства

#### Папская область
1. Марио Альберицци, архиепископ-епископ Тиволи;
2. Антонио Бики, епископ Озимо;
3. Джироламо Бонкомпаньи, архиепископ Болоньи;
4. Джанниколо Конти, архиепископ-епископ Анконы и Нуманы;
5. Алессандро Крещенци, епископ Реканати и Лорето;
6. Карло Россетти, кардинал-протопресвитер, епископ Фаэнцы;
7. Бернардино Роччи, епископ-архиепископ Орвието;
8. Джулио Спинола, епископ Непи и Сутри;
9. Джакомо Францони, епископ Камерино;
10. Карло Черри, епископ-архиепископ Феррары.

#### Неаполитанское королевство
1. Винченцо Мария Орсини, O.P., архиепископ Манфредонии;
2. Иннико Караччоло старший, архиепископ Неаполя.

#### Венецианская республика
1. Грегорио Барбариго, епископ Падуи;
2. Джованни Дольфин, патриарх Аквилеи.

#### Великое герцогство Тосканское
1. Нери Корсини, епископ Ареццо;
2. Челио Пикколомини, архиепископ Сиены.

#### Республика Лукка
1. Джироламо Буонвизи, епископ-архиепископ Лукки;

#### Миланское герцогство
1. Альфонсо Литта, архиепископ Милана.

### Франция
1. Пьер де Бонзи, архиепископ Нарбонны;
2. Эммануэль-Теодоз де ла Тур д’Овернь де Буйон, великий раздатчик милостыни Франции;
3. Жан-Франсуа-Поль де Гонди де Рец, бывший архиепископ Парижа;
4. Сезар д’Эстре, кардинал-священник с титулярной церковью Сантиссима-Тринита-аль-Монте-Пинчо.

### Испания
1. Паскуаль де Арагон-Кордоба-Кардона-и-Фернандес де Кордоба, архиепископ Толедо (не участвовал в Конклаве);
2. Луис Мануэль Фернандес де Портокарреро, кардинал-священник с титулярной церковью Санта-Сабина.

### Священная Римская империя
1. Бернхард Густав Баден-Дурлахский, O.S.B., аббат Фульды;
2. Фридрих Гессен-Дармштадтский, OSIo.Hieros., епископ Бреслау (не участвовал в Конклаве).